# Meseta de Syverma
La meseta de Syverma es una meseta montañosa en el krai de Krasnoyarsk, Siberia, Rusia . Es una parte de la meseta central siberiana. La meseta se encuentra en una zona que se encuentra mayormente deshabitada.

## Geografía
La meseta de Syverma se encuentra en el centro del krai de Krasnoyarsk. Al norte se fusiona con las montañas Putorana y al oeste la frontera con la meseta de Tunguska no está claramente definida. Al este, la meseta de Syverma limita con la meseta de Viliui. La altura media de la meseta es de entre 600 m y 900 m .
La meseta de Syverma está profundamente dividida por valles fluviales que fluyen aproximadamente hacia el sur desde las cordilleras de Putorana, como los ríos Vivi, Tutonchana, Tembenchi, Embenchime, Kochechum y otros afluentes del lado derecho del río Tunguska Inferior.

## Geología
Geológicamente, la meseta de Syverma está formada por rocas volcánicas del Triásico.

## Flora y clima
La meseta está cubierta por taiga de alerce. Debido al permafrost, los árboles crecen muy lentamente.
El clima que prevalece en la meseta de Syverma es severo, de tipo continental subártico con inviernos largos y fríos. En el pueblo de Turá, ubicado en el extremo sur junto al río Tunguska Inferior, la temperatura mensual promedio en el invierno es de −36 grados Celsius (−32,8 °F). Los veranos son moderadamente cálidos con temperaturas que alcanzan los 16 grados Celsius (60,8 °F) en julio. Las precipitaciones no son demasiado fuertes, lo que contribuye a la prevalencia del permafrost, alcanzando una profundidad de más de 1000 m en el área de la meseta.